# Prélature territoriale d'El Salto
La prélature territoriale d'El Salto (en latin : Praelatura Territorialis Saltensis in Mexico ; en espagnol : Prelatura territorial de El Salto) est une prélature territoriale de l'Église catholique au Mexique qui est suffragante de l'archidiocèse de Durango.

## Territoire

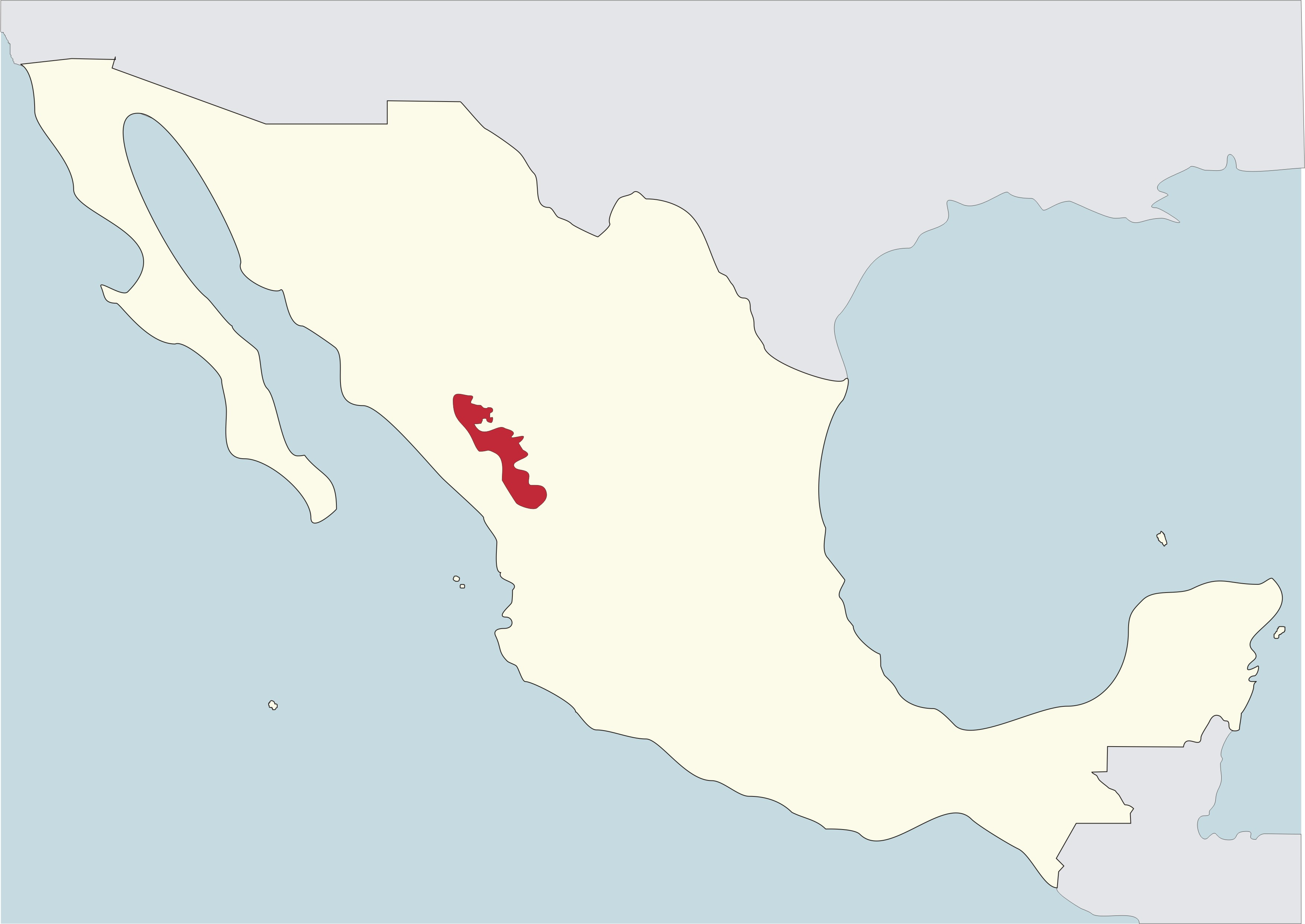
Prélature territoriale d'El Salto en rouge sur la carte du Mexique

Il comprend les municipalités de Canelas, Otáez, Pueblo Nuevo, San Dimas, Tamazula de Victoria, Topia ainsi que la paroisse de San Andrés de la Sierra dans la municipalité de Santiago Papasquiaro de l'État de Durango.
Il possède un territoire d'une superficie de 36 000 km2 divisé en 15 paroisses. Le siège épiscopal est dans la ville de El Salto où se trouve la cathédrale Notre-Dame-de-Guadalupe.

## Historique
La prélature territoriale est érigée le 10 juin 1968 par la constitution apostolique Non habentibus du pape Paul VI en prenant une partie du territoire du diocèse de Mazatlán et de l'archidiocèse de Durango dont El Salto devient suffragante.

## Évêques
- Francisco Medina Ramírez, O.C.D (7 décembre 1973 - 13 octobre 1988)
- Manuel Mireles Vaquera (13 octobre 1988 - 28 septembre 2005)
- Ruy Rendón Leal (28 septembre 2005 - 16 juillet 2011), nommé évêque de Matamoros
- Juan María Huerta Muro, O.F.M (2 février 2012 - 11 février 2025), nommé évêque de Xochimilco